# Fuite d'Elgin
La « fuite d'Elgin » désigne un blowout (expulsion brutale et accidentelle de gaz et boue) suivi d'une exceptionnelle fuite de gaz et condensats de gaz naturel survenus sur la plate-forme pétrolière et gazière offshore d'Elgin.
Cette plate-forme fait partie d'un complexe de plusieurs plates-formes qui exploitent depuis mars 2001 le gisement d'Elgin-Franklin. Elle dispose elle-même de 10 puits (faits en forage dirigé). Ce gisement est situé entre l'Écosse et le Sud de la Norvège, à environ 240 kilomètres à l'est de l'Écosse (à la hauteur (latitude) de la ville d'Elgin), au centre du graben de la mer du Nord (Bloc 22/30b, 22/30c et 29/5b pour les numéros de concession). Cette unité appartenant au Groupe Total fournissait début 2012 environ 7 % du gaz produit au Royaume-Uni.
L'accident a été déclaré le 25 mars 2012 ; C'est le plus gros incident de ce type jamais survenu en mer du Nord selon Total.
La fuite de condensats de pétrole et de gaz naturel (200 000 m3/jour environ) serait composée de méthane essentiellement pour sa phase gazeuse. Elle a généré un nuage visible à plus de 10 km.
La torchère s'est spontanément éteinte samedi 30 mars matin.
Une fine nappe d’hydrocarbures s’est formée sur environ 12 km2, avec un « impact sur l’environnement relativement négligeable » selon le groupe pétrolier.
Au 6 avril 2012, selon Total « les préparatifs de forage des deux puits de secours se poursuivent ».
Le 7 avril 2012, à 5 h du matin, Total faisait savoir que selon la dernière mission de reconnaissance sur la plateforme la fuite de gaz a diminué (« Les observations visuelles régulières depuis un navire voisin ainsi que des relevés de température semblent démontrer que le débit de la fuite de gaz a diminué ces derniers jours. ») ; selon Total toujours, « aucune présence de gaz n'a été détectée sur les voies d'accès à la plate-forme puits. L'équipe a pu accéder au rig » et la structure de la plate-forme, comme la tête du « puits G4 » ou les secteurs voisins, dont le rig (en anglais drilling rig), « ne présente aucun changement depuis l'évacuation de la plate-forme le 25 mars dernier. Les conditions de sécurité n'ont pas évolué non plus (...) Les spécialistes envisagent de retourner sur la plate-forme dans les jours à venir pour terminer leur examen et mettre au point des plans détaillés ».
Selon Total, la fuite a pris fin le 16 mai 2012, 12 h environ après le début de l'injection de boue lourde dans le puits G4.

## Contexte géographique et condition de forage
La plateforme d'Elgin est installée sur une profondeur d'eau de 93 mètres, le réservoir exploité est situé à plus de 5 000 mètres sous le fond de la mer. 130 000 barils d'équivalent pétrole y sont produits chaque jour, soit 2,6 % de la production de Total.
- Profondeur du gisement : plus de 5,6 kilomètres ;
- Pression ; à la base du puits environ 1 100 bars (4 fois la moyenne enregistrée dans les forages de mer du Nord, 100 fois la pression des plus gros Karcher (au diamètre bien plus petit) et 1 100 fois la pression atmosphérique[11] ;
- Température : gaz 190 °C à plus de 200 °C.

En 2001 lors de son ouverture, cette plate-forme constituait selon Total une « performance encore inégalée à ce jour, il s’agit du plus grand champ à haute pression et haute température du monde ».
« Elgin-Franklin fera date dans l’histoire de l’industrie pétrolière » affirmait Christophe de Margerie (Ex PDG de TOTAL) qui était à cette époque directeur général de la branche « Exploration et production ». Selon Reuters citant un responsable de Total, forer de tels puits s'apparente à faire « un trou dans une cocotte-minute placée au centre d’un four solaire ». Pour l'AFP, en 2009 Roland Festor (directeur général de Total E&P UK, la division « Exploration et production » de Total pour le Royaume-Uni) estimait que « le Royaume-Uni, c’est le top de la technologie car on travaille dans des conditions de pression et de température qui n’ont pas d’égal dans le monde » ; il comparait cette plate forme à une « cathédrale », pesant « près de 5 fois le poids de la tour Eiffel », et fonctionnant comme une « mini-raffinerie : le gaz et le pétrole y sont séparés et traités avant d'être acheminés par oléoducs vers les îles britanniques ». Ce forage était présenté par le groupe pétrolier français comme « terrain privilégié de démonstration de l’expertise de pointe de Total sur les réservoirs très enfouis » (sur son site Internet), mais il semble avoir déjà connu d'autres fuites.
Total y opère dans des conditions extrêmes de profondeur, pression et température qui empêchent les contrôles électroniques classiques et l'analyse en temps réel des structures géologiques forées, source : Total, repris par Novethic. Selon des sources confidentielles consultées par le journal The Guardian, cette plateforme était la seconde pour ce qui est de la quantité d'hydrocarbures perdus en mer du Nord de janvier 2009 à décembre 2010. Selon le site internet de Total (avant l'accident), à cette profondeur et dans ce type de substrat géologique « les pressions peuvent varier de manière très brutale pendant les phases de forage et il y a de réels risques d’éruption de gaz et de pétrole ».

## Prémices de l'accident
- Plusieurs mois ou années avant l'accident, le puits G4[14] et d'autres avaient déjà connus des problèmes techniques sérieux.

Un des risques majeurs dans ce type de forage est le colmatage par entartrage du puits ou de la tête du puits.
C'est un problème expliqué par les conditions de forages et d'exploitation qui sont dans ce secteur sont particulièrement difficile. Le puits G4 d'Elgin a été foré « à 4 000 mètres de profondeur » (ou plus de 5 530 mètres selon le schéma du puits publié par Total), ce qui était un défi technologique au moment où il a été conçu et le reste.
L'entartrage spontané (self-scaling pour les anglophones) des puits, canalisations et vannes de sécurité pose des problèmes très exacerbés dans ce type de champs pétroliers ou gaziers dits à haute pression et haute température (HP / HT). Ceci est dû à deux problèmes :
1. la décompression et la baisse de température du fluide remontant favorisent une cristallisation plus rapide des sels en « tartre » ;
2. la salinité des fluides est souvent particulièrement élevée à ces profondeurs ; Elle approche par exemple 300,000 mg par litre dans le réservoir d'Elgin, soit plus de 8,5 fois plus minéralisé que l’eau de mer. Ce problème doit être finement anticipé et géré car l’entartrage des systèmes de sécurité, de l'« arbre de Noël » ou de certaines vannes essentielles met en péril la sûreté de toute l'installation.

L'auto-entartrage peut en outre causer des baisses significatives de rendement, voire des arrêts ou retards de production. Il rend nécessaire de coûteuses interventions de nettoyage ou rajeunissement du puits, et peut compromettre les systèmes de sécurité. Dans le contexte « extrême » du gisement d'Elgin-Franklin, les réservoirs « Fulmar » et « Pentland » libèrent des hydrocarbures contenant environ 3 % (en moles) de CO2, et des traces de H2S, dans un fluide « hautement minéralisé » aussi dit « hypersalée ». Les géologues et ingénieurs pétroliers s’attendaient à une formation de carbonates dans les conduites. Ils l'ont anticipée par des études faites de 1995 à 2000, basées sur des échantillons d'eau prélevés lors de campagnes exploratoires faites de 1991 à 1995. Les premières études prospectives avaient considéré le carbonate comme présentant un risque faible d'encroûtements (sous forme de carbonate de calcium encroûtant le tube supérieur du puits), en raison de la faible quantité d’eau attendue ; moins de 100 m3/jour selon les prévisions). C’était plutôt le NaCl qui préoccupait les ingénieurs, car il peut cristalliser dans le tube ou sur des pièces devant rester potentiellement mobiles (tant dans la partie supérieure du puits qu'au fond). Cette cristallisation peut survenir dès la mise en route du puits (au moment de la décompression et vaporisation d’eau hypersalée, telle que présente dans les petits réservoirs amont de Fulmar et Pentland. La température initiale estimée y est de 200 °C voire plus, et la pression de 1 100 bars).
Quelques publications évoquaient la présence de plomb et de zinc dans les fluides gazeux profonds collectés par les forages de réservoirs HT/HP (Haute température/Haute pression), mais au début des années 2000, peu d'informations était publiquement disponible sur leurs quantités et impacts (inhibition de la productivité notamment).
Les modélisations produites ou utilisées par Total en mer du Nord avaient sous-estimé ou non prévu la présence de sulfure de plomb et de sulfure de zinc dans le gaz ou dans les condensats de pétrole du champ profond d'Elgin-Franklin du Graben central de la mer du Nord (en exploitation depuis 2001). Ces deux métaux y ont cependant été trouvés en quantité significative ; et assez pour devenir un sujet de préoccupation dans certains champs gaziers HP/HT.
- 10 ans avant l'accident, et un an après la mise en exploitation du gisement, mi-2002, de premières obstructions par cristallisation et dépôt d’un entartrage (a priori principalement causé par le de carbonate de calcium (CaCO3) et le sel (NaCl) sont apparues au fond de plusieurs puits profonds de Total, entrainant une chute progressive de la production[1]. Et des encroutements de sulfures de plomb et de zinc étaient également identifiés en surface sur le puits G6 de la plate forme d’Elgin-Franklin[1] au niveau d'une vanne de sécurité importante pour le contrôle du puits (surface-controlled subsurface safety valve ou « SCSSV ») en amont du de l'arbre de Noël, principal organe de sécurité, impliquant une mise hors service de la vanne en 2004 jusqu'à mise en place d’un « programme approprié d'assainissement et de prévention[1] ».

Selon Total, des tests de corrosion et des essais de nettoyage de ces sels (dont par dissolution) faits en laboratoire ont montré que la productivité était effectivement inhibée par ces sels. Des produits chimiques différents ont été sélectionnés pour nettoyer (via un fluide) le fond du puits, et la vanne SCSSV. Un nettoyage à l'acide du fonds de puits s'est montré efficace pour relancer la productivité du puits. Et la partie supérieure de la « complétion » du puits G6 a été mi-2005 débarrassée de son entartrage avec l’aide d’un tube spiralé (en anglais coiled tubing) qui a pu pénétrer les tuyauteries en les nettoyant, ce qui a permis de restaurer l’intégrité de la vanne SCSSV.
Une analyse comparative (benchmarking) d'« inhibiteurs chimiques de tartres » produits par quatre fournisseurs a été faite par un laboratoire indépendant durant plus de deux ans, en conditions anaérobies. Deux anti-tartre ont été retenus et utilisés par Total, mais les ingénieurs du groupe estimaient en 2007 que des progrès étaient encore à faire pour prévenir les « tartres exotiques » pouvant se former dans les forages extrêmes.
- C'est d'ailleurs dans le secteur d’Elgin-Franklin (dit « Graben central ») que Total déclare accidentellement rejeter le plus de produits chimiques en mer du Nord (par rapport aux autres gisements) ; tant en quantité absolue qu'en part relative des produits utilisés[18] (environ 650 tonnes sur 950 t utilisées). Selon Total, ces rejets ont été réduits en 2009 (plus de 350 t rejetées pour plus de 600 t utilisées). 16 fuites accidentelles de produits chimiques ont eu lieu, dont 5 entrainant le rejet en mer de 132,5 tonnes de produits chimiques[18].

En 2010, Total a déclaré en mer du Nord 38 fuites de pétrole (il peut s'agir de condensats, de carburant d'hélicoptère, de fioul/diesel ou encore de fluide de circuit hydraulique); 5 « incidents » ont en 2010 entraîné chacun plus de 2 tonnes de rejet de produit chimique en mer (dont 4 ont impliqué la décharge en mer de 112,4 tonnes de fluide hydraulique à la suite de pannes d'appareillages sous-marins. Dans le 5e cas, 14,9 tonnes de méthanol ont été perdues en mer.
Les problèmes du puits G4 ont conduit Total à le fermer au moins provisoirement en 2011, environ un an avant l'accident ;
- Le matériel de monitoring du puits G4 a ensuite détecté une pression anormale, élevée et continue dans l'espace annulaire du puits ((well annulus ; « espace délimité par le diamètre du tube et le diamètre des tiges de production) »[19] ;
- Début mars 2012, Total a avisé le ministère anglais de l'Énergie et changement climatique (DECC) que les données de surveillance de la pression dans l'espace annulaire (well annulus) du puits "22/20c-G4 Elgin" justifiait un abandon définitif de ce puits.

Total, à cette occasion, a proposé d'entreprendre l'opération d'abandon définitif (colmatage) du puits à l'aide de la plate-forme mobile "Rowan Viking Mobile Drilling Unit" (dite MoDU) ; cette plate-forme appartient à l'entreprise Well Ops (UK) Limited d'Aberdeen ; Elle est spécialement conçue pour le positionnement dynamique (DP3). Elle peut accueillir jusqu'à 135 personnes dans 78 cabines. Elle dispose d'un derrick de forage et d'un puits d'accès à la mer de 5 m x 7 m et de capacité de travailler à distance via un robot sous-marin jusqu'à 10 000 pieds de profondeur ;
- Très rapidement (le 9 mars 2012), le ministère anglais de l'Énergie (DECC) a autorisé Total E&P UK Ltd – via un permis valable pour toute l'année 2012 – à entreprendre « une série d'opérations d'intervention » sur le site d'Elgin-Franklin, opérations nécessitant selon Total un « dispositif mobile de forage »[21] qui serait l’unité mobile de forage (MoDU pour Mobile Drilling Unit) « Rowan Rig Viking »[22], plate forme construite par Keppel Fels à Singapour et livré en 2010, sous pavillon panaméen).

Le DECC a aussi accordé à Total un permis d'utiliser « les substances chimiques adéquates » (ce permis, valable jusqu'au 31 décembre 2012, est conforme au droit anglais qui a récemment intégré des demandes de la Convention OSPAR à ce sujet . (OSPAR impose l'arrêt de tout rejet en mer de produit chimique nocif avant 2020, y compris pour les exploitations gazières et pétrolières . Une « recommandation OSPAR 2006/3 » vise en outre à utiliser des produits moins nocifs que ceux qui sont utilisés aujourd'hui chaque fois que cela est raisonnablement possible ;
- Total avait déposé auprès des autorités anglaises une « requête modificative » concernant les produits chimiques nécessaires à l'opération sur le puits G4. Cette requête a été approuvée le 9 mars 2012 par le DECC[26] ;
- C'est lors de l’opération d’abandon du puits qu’à eu lieu l'accident, dit « blowout ». Une enquête a été annoncée, visant à déterminer la cause de l'accident.

## L'accident

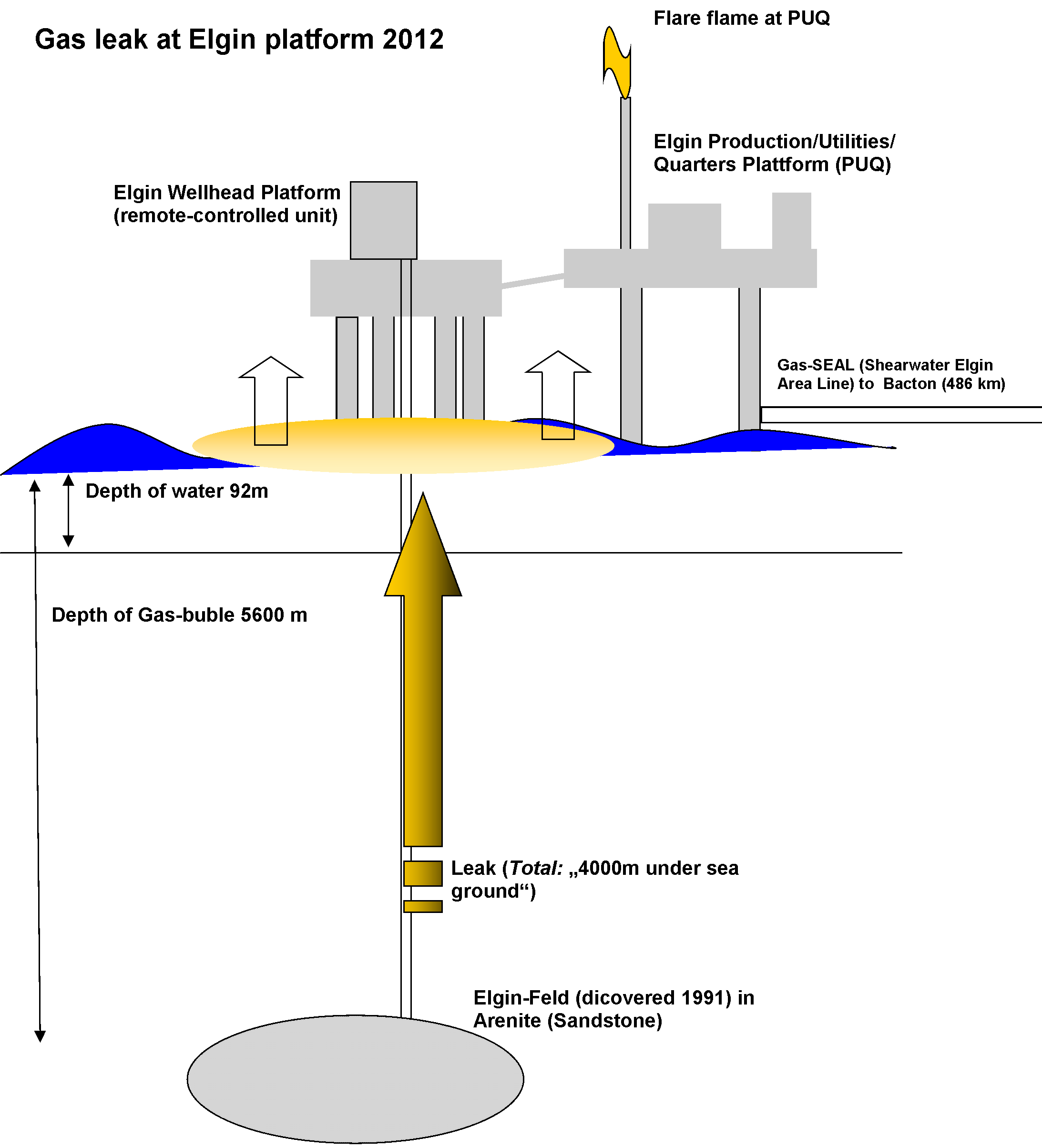
Schéma de la fuite

Selon Total, la fuite est un blowout qui s'est produit sur la tête d'« un puits désaffecté » (dit « puits G4 »).
Un nuage de gaz a émergé à partir de la plate forme, non loin de la torchère en feu. Le vent a heureusement poussé le panache gazeux dans la direction opposée à celle de la torchère et la météo annonçait qu'il ne changerait pas de direction durant 5 à 6 jours, ce qui a laissé à Total un peu de temps pour « étudier les différentes options pour éteindre la torche ». De plus, « La torchère est située dans la plus haute partie de la plateforme, et le gaz, qui est avant tout du méthane, est relativement lourd, donc il reste en bas ». Le gaz est en fait un mélange de méthane, propane, butane et d'aérosols de condensats (ce dernier se refroidit à la décompression et est rapidement dispersé par le vent) ; une chute de vent pourrait cependant lui permettre d'atteindre la torchère, ce qui causerait alors une explosion.
Entre le 30 mars et le 3 avril 2012, les analyses de taux de méthane faites dans le panache par le NCAS (National Centre for Atmospheric Science), ont confirmé les observations faites à partir de la plate-forme (images de Caméra thermique et normale) ; le débit de la fuite diminuait.

### Cause(s) de l'accident
Début mai 2012, les informations publiquement disponibles ne précisent pas encore si l'accident est dû à un défaut matériel (défaillance de l'étanchéité du puits en profondeur, tête de puits fragilisée…), à une erreur humaine ou à une surpression causée par un facteur tout à fait extérieur aux installations, avec une pression ayant atteint un seuil incompatible avec la résistance des matériaux du puits et/ou de la tête du puits.
Origine de la surpression :
- L'opérateur et le matériel sont théoriquement en mesure de gérer et supporter de très fortes variations de pression. Celles-ci sont fréquentes et attendues à grande profondeur dans cette zone lors du creusement du puits.

Et elles restent toujours possibles de manière inattendue car - sans être comparable du point de vue des risques aux systèmes islandais, japonais ou indonésien - la mer du Nord est sismiquement active.
Le réseau de sismographes à courte période déployé sur les côtes d’Écosse et de Norvège (fin des années 1960 et début des années 1970) a démontré que la mer du Nord connaissait une activité sismique, non uniforme mais régulière (plusieurs dizaines de tremblements de terre par an). Celle-ci a fait l'objet d'une surveillance approfondie durant 10 ans à ce titre . Plusieurs séismes sont enregistrés chaque année en mer du Nord (par dizaines devant les côtes de Norvège, plus rares dans le graben central) ; Les sismographes montrent que des séismes « petits à modérés sont relativement fréquents dans la mer du Nord, par comparaison avec les terres émergées adjacentes. L'occurrence bien documentée de rares tremblements de terre plus importants (comme les événements de Colchester en 1884 et du Dogger Bank en 1931) suggèrent que quelques tremblements de terre peuvent dans cette région être d'une ampleur suffisante pour susciter l'intérêt des ingénieurs » ; Un tremblement de terre de 6,1 sur l'échelle de Richter a eu lieu en 1931 (dit « Dogger Bank earthquake ») et le « graben central » est traversé par une série de failles perpendiculaires près d'une zone où les sismographes ont au début des années 1980 enregistré un tremblement de terre d'intensité moyenne, dont l'épicentre était assez proche de la plate-forme d'Elgin. Les sismographes avaient déjà enregistré un petit tremblement de terre de magnitude : 2,7  et un autre de magnitude 2,9, ces deux séismes étant d'intensité moindre, mais plus proches de la plateforme.
Pour évaluer le risque sismique pour les installations offhsore, le Royaume-Uni a financé dix années de « monitoring sismologique de la mer du Nord » (de 1979 à 1989). Ce suivi a été fait par le British Geological Survey, en lien avec le Bergen Seismological Observatory. il visait 1) à étudier les liens entre structures géologiques et séismes en mer du Nord, 2) à fournir des données sur les spécificités du « séisme majeur » pouvant survenir sur cette zone, et 3) de démontrer, dans des cas particuliers avec des données objectives, la cause probable de « fortes vibrations ressenties sur les plates-formes offshore ». Sur la base de 10 années de relevés sismiques, une étude faite pour le HSE (Health and safety executive) a conclu que des séismes de magnitude 4,1 à 4,4 sur l'échelle de Richter ont une probabilité annuelle d’occurrence de 0,7 en mer du Nord .
Une étude récente (1999-2000) a porté sur une « faille inverse » située dans le nord de la mer du Nord (faille normale et restée longtemps inactive). L'étude a combiné des images sismiques détaillées à des mesures (in situ) de pression et de contraintes. Elle a conclu que cette faille était en cours de réactivation, pour trois raisons qui additionnent leurs effets : 1) une augmentation récente de la contrainte de compression dans la zone, associée à un « rebond post-glaciaire », 2) une pression interstitielle localement élevée dans la roche, en raison de la présence de gaz naturel dans un réservoir d'hydrocarbure situé sur le côté d’une des parois de la faille et 3) une orientation de faille presque optimale pour le glissement (dans le contexte du champ de contrainte actuelle). Dans ce cas, la combinaison de ces trois facteurs induit d'une part une reprise du glissement le long de la faille, et d’autre part une fuite de gaz le long de la section de faille, qui délimitait la faille et assurait l’étanchéité du réservoir. Les auteurs affirment que l'accumulation de colonnes de gaz (CO2 par exemple) dans le voisinage de failles tectoniques peut contribuer à remettre ce type de faille en mouvement.
La sismicité ne semble pas avoir été une cause directe car le HSE n'a pas signalé de tremblement de terre le jour de la perte d'intégrité de la tête du puits.
De plus, la fuite vers l'atmosphère a eu lieu à partir de la plate-forme et non en profondeur (selon des images faites par un robot d’intervention) puis selon les images faites sur la plate-forme (tête de puits percée de 4 points de fuite, dont deux visibles sur l'image, avec les installations environnantes couvertes d'un mélange de boue cireuse jaune (boue de forage + paraffine provenant des condensats)). Des mouvements du sous-sol, plus anciens pourraient peut-être avoir modifié l'intégrité du puits en profondeur et expliquer une entrée de gaz.
- La première hypothèse publiée par Total est que la montée en pression du gaz proviendrait d'une arrivée de gaz provenant d'un autre réservoir, situé plus en hauteur, à environ 4 000 mètres sous le plancher marin[38]. Le gaz et des condensats de ce réservoir auraient pu pénétrer le tubage du puits et remonter vers la tête de puits[39]..

## Mesures de sécurité et d'évaluation du risque
Préparation : Total disposait (source : 2010) d'un plan d'urgence contre une pollution par les hydrocarbures pour les champs de la zone, à utiliser en cas de déversement.
Ce plan a été mis à jour en janvier 2012. Il est supposé avoir intégré les retours d'expérience des catastrophes de Deepwater Horizon et avant elle de l'explosion de la plate-forme gazière Piper Alpha qui le 6 juillet 1988 avait causé la mort de 167 personnes en mer du Nord, non loin de la plate-forme d'Elgin.
Une équipe d'appui dite « Blowout task force » a été créé par Total au sein de sa « Division Forage Puits » pour aider les filiales de l'entreprise à gérer les accidents ou incidents graves.
Communication interne : après l'accident, selon Total (en mars-avril 2012), un point est fait deux fois par jour par conférence téléphonique entre Paris, Pau et Aberdeen.
Protection préventive du personnel et des matériels, et sécurité maritime : une interdiction d'approche et de survol a été édictée par le Royaume-Uni (en raison des risques d'explosion).
Peu après le blowout, Total a fait évacuer la plupart de ses employés. Le 26 mars, les autorités britanniques ont imposé une zone d'exclusion maritime de 2 milles marins autour de la plate-forme, avec interdiction de survol à moins de 5,5 kilomètres. Le nuage de gaz formé représente un risque de pollution pour l'environnement. (238 travaillaient sur le « complexe Elgin ») ; 219 personnes ont été immédiatement évacuées vers des plates-formes voisines, alors que 19 restaient pour mettre la plateforme en veille (afin de limiter notamment les risques d'étincelles susceptibles d'enflammer le gaz) avant d'être à leur tour évacués).
La société Shell a fait évacuer partiellement sa plateforme Shearwater située à 6,5 km,.
Une équipe de spécialiste a été constituée, héliportée sur place pour inspection dès que la météo a été favorable. Elle a pu nettoyer le mélange de boue jaunâtre et de paraffine répandu sur une partie de la plate-forme et sur la tête du puits G4 ont commencé dès que la plate-forme a été sécurisée.
Des navires anti-incendie et un robot sous-marin équipé d’une caméra ont été dépêchés sur site.
Aucune mesure de protection pour l'environnement n'a pu être prise. Greenpeace a envoyé sur place un navire et une équipe d'observateurs à fin d'évaluation environnementale.
une plate-forme de secours (West Phoenix rig) a été amenée sur place, mais maintenue hors de la zone d'exclusion (2 milles nautiques).
Le risque environnemental ne sera bien évalué que si l'on peut évaluer plus précisément la quantité et la nature précise des gaz et d'hydrocarbures et autres corps chimiques qui peuvent y être associés (H2S en particulier, mais aussi mercure, plomb, thallium ou autres éléments toxiques et écotoxiques).

## Gestion de la crise, réparations
Le 26 mars 2012, le gouvernement anglais fait savoir que Total a activé son « Plan de secours contre une pollution pétrolière »  et qu'une cellule de crise (« Emergency Response Centre » ou ERC) a été installée par Total à Aberdeen.
Après l'accident l'opérateur a informé le public via un communiqué.
Le 29 mars 2012, la surveillance aérienne (trois survols par jour) rapportait la présence d'une nappe de 22 km x 4,5 km. Cette tache correspond selon Total à un volume de condensat sur l'eau de 3,8 tonnes. L'incident est alors jugé « très préoccupant » par le gouvernement, qui ajoutait néanmoins que, « jusqu'ici, la réponse des agences de Total et de gouvernement a été très efficace. Tout le monde a été évacué de la plate-forme en toute sécurité et Total cherche des solutions pour arrêter le dégagement de gaz aussi rapidement que possible » et que selon le DECC, il n'y avait plus à ce stade de « risque substantiel pour l'environnement ». Après l'accident, des inspecteurs du DECC et de l'HSE (Health and Safety Executive) ont rencontré Total chaque jour pour un point sur la situation, et divers ministères et parties prenantes (Maritime and Coastguard Agency, Marine Scotland et Marine Lab notamment) assistent le gouvernement du Royaume-Uni par leurs experts.
Ce groupe doit se réunir régulièrement pour étudier les actions de Total et la réponse du gouvernement.
Après trois brèves missions de reconnaissance (5, 10 et 12 avril 2012), 11 personnes atterrissaient (le 18 avril 2012) sur place pour nettoyer la plateforme des dépôts paraffiniques laissés par les condensats et préparer les travaux de colmatage du puits.
Le 11 avril, Total prévoyait de stopper la fuite du puits G4 avant fin d'avril
Le 26 avril 2012, alors que la fuite était réduite à environ 200 000 m3/jour, Total a annoncé avoir mieux sécurisé la plate-forme en déviant la fuite de gaz (« à une distance non précisée » commente Le Monde). Ceci a été fait grâce à quatre conduites flexibles raccordés aux quatre fuites de la tête du puits G4. La semaine précédente, l'hélicoptère n'avait pu atterrir que deux fois. Total espère pouvoir réactiver la plateforme avant la fin 2012. Deux navires ont alors pu travailler sur site, notamment pour préparer l'injection de boue lourde dans le puits alors que l'opération de forage de dérivation bottom kill se poursuit.
Onze survols par des avions de surveillance de l'OSRL (Oil Spill Response Limited) ont été faites début de mai (débit de fuite estimé par total à 50 000 m3 par jour, soit 0,5 kg de gaz par seconde).
Le 3 mai, le DECC (département de l’Énergie et du Changement climatique du Royaume-Uni) a accordé à Total les permis environnementaux pour entreprendre l'opération (top kill) d'injection de boues et de produits chimiques et les rejets nécessaires aux opérations visant à stopper la fuite de gaz. La Health and Safety Executive (autorité de sûreté en mer), a également donné son accord.
Le pompage et injection de « boue lourde » ont commencé le 15 mai 2012. Il a permis, selon Total de stopper la fuite (12 heures plus tard).

### Matériel marin mobilisé
- le West Phoenix (rig de forage semi-submersible) a été positionné le 11 avril (en attente) à la limite de la zone d'exclusion d'Elgin de deux milles nautiques (3,7 km)[53], a pu être mis en position le 4 mai 2012[61] ;
- le Skandi Aker (navire d'intervention léger en attente au port de Peterhead) pour y être équipé des matériels nécessaires[53] ;
- le Sedco 714, rig de forage (pour le premier puits de secours), en attente à la limite de la zone d'exclusion depuis le 8 avril[53] ;
- le Rowan Gorilla V, déjà présent sur le gisement voisin de West-Franklin[53].

## Conséquences
Tant du point de vue économique qu'environnemental, elles ne pourront être finement évaluées qu'une fois le problème résolu.
Dans les jours qui suivent l'annonce de l'incident, Total pourrait avoir perdu de 10 à 15 millions de dollars (entre 7,5 et 11 millions d'euros) par jour (perte de revenus auxquels il faut ajouter les coûts de mise en sécurité puis dévaluation et d'intervention…) selon CM-CIC, cité par le journal Les Échos. Les coûts des premières opérations de colmatage sont évaluées à environ un million de dollars (750 000 euros) par jour, soit un total de coûts dépassant 1,8 million d'euros par jour. Cet accident survient alors que le pétrole est de plus en plus coûteusement extrait dans les champs anglais de la mer du Nord où « l'efficacité du capital a chuté de plus des deux tiers en une décennie »)
L'action de Total a chuté, indice des risques de pertes financières et d'image qu’encourent le groupe.
La perte de production correspond à 1,5 million de dollars par jour.
Opérer à cette profondeur est coûteux ; le dernier puits (« West Franklin ») a coûté plus de 100 millions d'euros à Total (6 km de profondeur, 1 160 bars de pression, 212 degrés), cette somme aurait permis de forer 40 puits à Abu Dhabi d'après Michel Verdier .
Total a foré au moins un puits chaque année an sous cette plateforme Elgin-Franklin.
Il était aussi envisagé de faire du réservoir d'Elgin un site de stockage géologique de CO2 pour encore améliorer le rendement du champ (en injectant du CO2 dans le fond du puits, le gaz naturel est poussé vers le forage). L'entreprise pourrait alors bénéficier du marché du carbone.
Un autre champ pétrolier et gazier dit Laggan-Tormore a été découvert par Total à 140 km au large des îles Shetland, il pourrait contenir 1,5 milliard de m³ de gaz. Total espère y produire du gaz d'ici à 2014. Si la récession ne passe pas par là : seuls 37 forages sont programmés dans les eaux britanniques en 2009, contre 109 en 2008.
Selon Oil & Gas U.K., porte-parole des entreprises offshore du Royaume-Uni, une conséquence est que la production de pétrole a chuté en 2011 en mer du Nord (de près de moitié par rapport à 2005 ) et qu'elle « devrait encore reculer en 2012 », en raison (d'après Oil & Gas U.K.) de la fermeture de l'oléoduc SEAL, à la suite de cette fuite qui avait déjà occasionné une chute de production de 19 % en 2011 (d'autres raisons sont aussi évoquées, dont une rupture de quatre des 10 ancres de 35 tonnes lors de la tempête du 4 février) de la plate-forme de forage flottante Gryphon FPSO, à 112 m au-dessus du fond , qui a nécessité réparation en cale sèche à Rotterdam.
« Avant l'accident (d'Elgin) l'oléoduc acheminait 15 millions de mètres cubes de gaz par jour, a relevé Oil & Gas U.K. dans son rapport économique 2012 » ; rapport qui a estimé à 17 milliards de livres sterling les dépenses faites en mer du Nord britannique en 2011 (soit 3 milliards de plus qu'en 2010, alors que les investissements avaient pourtant augmenté de 40 %. Selon Oil & Gas U.K. il y avait en 2011 au Royaume-Uni 122 puits en exploitation (baisse de 6 %), 14 puits d'exploration (baisse de 50 %) et 28 forages dits « d'évaluation » (baisse de 18 %). La chute d'activité est en partie due à une augmentation de la taxation (impôt sur les sociétés passé de 20 % à 32 % en 2011. En 2011, il y avait au Royaume-Uni environ « 470 installations, 10 000 km de pipelines, 15 terminaux à terre et 5 000 puits devant à terme être mis hors service », pour un coût de démantèlement qui « à partir de 2012 jusqu'en 2040 devrait atteindre 28,7 milliards de livres sterling (au cours de la Livres de 2011) pour les installations existantes (avec £ 10,3 milliards de dépenses de démantèlement (decommissioning) estimées nécessaires entre 2012 et 2022) ». Et les investissements attendus « pourrait ajouter £ 4,3 milliards à ce total ».

## Fuite, aspects quantitatif
Une mesure précise est impossible, mais dans les jours qui ont suivi le blowout, le débit de fuite a été estimé (modélisation) par Total à 2 kilogrammes/seconde de matière perdue par la fuite (soit environ 200 000 m3/jour).
Selon Total toujours, les teneurs en méthane mesurées en aval de la fuite, dans le panache aérien, par l'avion de l'ANCS (National Centre for Atmospheric Science) le 30 mars confirme ce chiffre. Le méthane est supposé être un bon indicateur car a priori composant principal du gaz perdu par la fuite.
Dans les semaines qui ont suivi, d'autres modélisation et des mesures de température à infrarouge (outre les observations visuelles faites les équipes lors de leurs visites sur Elgin) et des vols du NCAS (3 et 17 avril 2012) ont montré que le débit de fuite diminuait. En près d'un mois, il semble avoir été divisé par trois (estimation publiée au 2012-04-20 : de 0,5 kg/s à 1 kg/s soit de 50 000 m3/jour à 100 000 m3/jour.
Début mai, on estime qu'environ 4,4 millions de mètres cubes de gaz se sont échappés du puits en un mois.[réf. souhaitée]

## Composition des émissions
La fuite a occasionné une perte de gaz (principalement) et de condensats.
Dans tout réservoir d'hydrocarbure, la composition des fluides (liquides et gazeux) évolue dans le temps et selon la pression et température. Dans celui d'Elgin, le pétrole est encore en cours de synthèse naturelle à partir du kérogène. La température y a connu une augmentation très « récente » (géologiquement parlant, c'est-à-dire dans les derniers millions d'années) ; de 160 °C à plus de 180 °C. Ceci explique la persistance d'un fluide monophasique fortement paraffinique (remarque : dans le contexte pétrolier, le mot « paraffine » désigne les alcanes se solidifiant à température et pression ambiante, et par extension les « alcanes liquides susceptibles de cristalliser  dans les conditions opératoires ». On parle aussi de « n-paraffine » pour les alcanes linéaires contenant au moins 11 atomes de carbone malgré une température élevée). Le « craquage » naturel du pétrole d'Elgin en gaz sous l'effet de la chaleur semble retardé par la pression (Il resterait ici relativement stable jusqu'à 240−260 °C selon des modèles récents) et en mer du Nord, à cette profondeur les condensats pétroliers sont habituellement très paraffiniques.
Dans ce contexte géologique, la chimie organique est encore mal comprise et donc appréhendé par modélisation (les mesures in situ sont impossibles, faute de capteurs fonctionnant à des températures dépassant 190 °C voire les 200 °C.
On cherche aussi à modéliser la genèse et les taux d'hydrocarbures linéaires, ramifiés et cycliques, hydro-et alkyl-aromatiques, les HAP, et de composés hétéroatomiques présents dans les hydrocarbures et gaz du réservoir d'Elgin, car on a constaté que ces fluides contiennent plus de méthane et moins d'hydrocarbures méthylés que ne le prévoyaient les modélisations géochimiques disponibles et utilisées pour les réservoirs de pétrole conventionnel moins profonds. De nouveaux modèles doivent être élaborés pour décrire le fonctionnement des réservoirs profonds tels celui d'Elgin où le pétrole se forme à la fois sous haute pression et à haute température.

## Écotoxicitédu rejet
Elle ne pourra être finement évaluée qu'au vu d'analyses plus précises des condensats et des rejets gazeux, et au vu de la durée de l'événement. Après le blowout, plusieurs centaines de milliers de mètres cubes de gaz ont été quotidiennement libérés dans l'environnement, jusqu'à ce qu'un mois après, la pression du réservoir diminue à 1/3 de ce qu'elle était au moment de la fuite.
Parmi les composés préoccupants, figurent :
- Les hydrocarbures : les composés pétroliers et certains de leurs métabolites ou résidus ou encore de leurs molécules de dégradation ont une toxicité intrinsèque, mais selon Total, l'émission des condensats a ici été relativement réduite, en tous cas par rapport à la quantité de gaz perdue et dispersée dans l'air, ou par rapport à une marée noire. Seule une partie des hydrocarbures paraffiniques[76] s'est déposée à la surface de l'eau sous forme d'un film, après la décompression du gaz dans l'air. Selon l'entreprise, ces hydrocarbures ne devraient pas avoir d'impact environnemental très significatif.
- Le H2S : si le gaz provient du réservoir d'Elgin ou d'un réservoir similaire, sa teneur en H2S est d'environ 45 ppm[79], s'il provient comme l'estime Total d'une formation moins profonde du HOD, sa teneur pourrait être de moins de 1 ppm[79]. Le robot sous-marin (ROV) envoyé les 4 et 5 avril pour inspecter le puits n'a pas repéré de fuites sous le niveau de l'eau[79].

Selon le communiqué des autorités anglaises, le « H2S est très toxique par inhalation, mais il se dissout facilement dans l'eau de mer, qui a un pouvoir tampon élevé, et le H2S y a une demi-vie relativement courte, allant de 20 minutes environ dans les eaux bien oxygénées à environ 3 heures dans des environnements moins dynamiques ». Il devrait donc être rapidement transformé en sulfites et sulfates. Le lavage du gaz à l'eau de mer est une méthode reconnue de traitement du ‘sour’ gas, c'est-à-dire du gaz contenant du H2S). Dans l'air le H2S finit par être converti en dioxyde de soufre et en eau.
- les produits chimiques utilisés pour le colmatage du puits, dont une partie pourrait être rejetée en mer (avec autorisation exceptionnelle, dans ce cas, des autorités anglaises.

### Écotoxicité du gaz d'Elgin
Selon le professeur Martin Preston le gaz libéré par le kérogène piégé dans la couche gréseuse des sables de Fulmar (Fulmar sands) du Jurassique est acide et contient notamment du sulfure d'hydrogène, hautement toxique pour l'homme et la vie aquatique.
La teneur du gaz et des condensats en éléments chimiques arrachés à la roche du réservoir géologique varie notamment selon la pression du gaz dans le milieu d'origine (À haute température, et sous haute pression comme c'est le cas dans ces couches profondes, les gaz sont de bien meilleurs solvants).
Outre des traces de vapeurs d'hydrocarbures lourds (HAP), ces gaz peuvent contenir divers produits toxiques et écotoxiques dont le sulfure d'hydrogène, du benzène et du mercure. Le mercure peut en effet être présent en quantité significative dans les gaz extraits des roches profondes. L'EPA a évalué en 2001 que la seule production pétrolière annuelle normale des États-Unis pouvait en émettre jusqu'à 10 000 t environ/an de mercure dans l'environnement ). Ce mercure peut être transformé en méthylmercure dans l'océan. Il est alors beaucoup plus écotoxique et toxique, et sa capacité à être éventuellement bioconcentrés par la chaîne alimentaire (via le plancton et les animaux filtreurs en particulier) augmente fortement.
Les formes organiques dissoutes du mercure  (les plus toxiques) sont très solubles dans le pétrole, mais aussi dans ses vapeurs .
Les courants et les vents peuvent donc les conduire à grandes distances du point d'émission. Le plancton, les coquillages filtreurs, les crustacés et les mammifères marins peuvent ensuite le reconcentrer, et la chaîne alimentaire en devient un nouveau vecteur.
La teneur des hydrocarbures fossiles en composés dialkylés (mono- et di-méthylmercure) et leur stabilité sont scientifiquement encore discutées (en raison de la complexité de la chimie du pétrole selon la température, pression, teneur en eau, etc. et du caractère réversible des réactions conduisant aux composés dialkylés du mercure.
Le gouvernement écossais a envoyé un navire de recherche (le MRV Alba Na Mara) échantillonner de l'eau de mer (1 à 10 m de profondeur), des sédiments. Il a aussi pêché au chalut plusieurs espèces de poissons commercialisés : morue (Gadus morhua), aiglefin (Melanogrammus aeglefinus), merlan (Merlangius merlangus), plie (Pleuronectes platessa), limande-sole (Microstomus kitt), hareng (Clupea harengus) et maquereau (Scomber scombrus) destinés à être analysés. Mais n'ayant pu pénétrer a zone d'exclusion, ce navire a dû faire ses prélèvements à une distance de 4 à 5 km de la fuite. Les échantillons ont été envoyés au laboratoire le 8 avril 2012.

### Écotoxicité des condensats
Total n'a pas publié d'analyse physicochimique des condensats, mais cite (2012-04-15) des « analyses supplémentaires » ayant comparé les analyses de d'échantillons de condensat issus du puits G4 faites bien avant que la fuite ait eu lieu (2012-03-25) et des échantillons collectées en mer après l'accident; Selon Total, « des indicateurs moléculaires indiquent une corrélation entre l'échantillonnage fait en mer et le condensat du puits ». Il s'agit d'un « fluide très paraffinique. Dès qu'il surgit de la tête de puits, il forme un dépôt de consistance molle et cireuse en cristallisant sur les surfaces plus froides de la plate-forme de tête de puits » ; selon Total, « jusqu'à 50 % du condensat perdu en mer, s'évapore dans les 24 heures »., et « le taux d'évaporation maximale dans les jours suivants a été estimé à 90 % ». Les cires paraffiniques sont normalement présentes dans les condensats, et en particulier en mer du Nord mais peuvent être accompagnées de métaux ou nombreux produits indésirables.
La fraction non évaporée des condensats est supposée peu à peu être dispersée par l'agitation de la mer et peu à peu éliminés par biodégradation.

## Impacts sur la pêche
La pêche est interdite dans le périmètre d'exclusion au moins jusqu'à ce que la fuite soit stoppée. À proximité les pêcheurs sont invités à ne pas relever leurs filets dans une zone où ils remarquent une irisation de l'eau (afin de « ne pas contaminer leur matériel ou le poisson »).
Les impacts sur le goût du poisson pélagique devraient être très limités selon les autorités anglaises.
Les premières analyses d'hydrocarbures aliphatiques et aromatiques (n-alcanes [NC12 - NC33], et HAP) ont porté sur 18 échantillons de muscle d'aiglefin, limande-sole et plie, (qui avaient été éviscérés et séparés de leur peau juste après avoir été pêchés).
- Les taux relevés ont été jugés faibles (de 7,6 mg kg-1 poids humide (aiglefin, Elgin 1) à 54,6 pg kg-1 poids humide (plie, Elgin 3)[91]. Les taux de n-alcanes étaient moindres que ceux mesurés à la suite de la fuite d'août 1997 dans le champ pétrolier « Captain »); on en avait alors trouvé 61,7 mg kg-1 en poids humide chez l'aiglefin et 98,8 mg kg-1 en poids humide dans les poissons plats)[91].
- Pour les HAP, les taux mesurés dans les échantillons étaient bas ou inférieures à la limite de quantification, variant de 0,2 ug kg-1 poids humide (plie et l'églefin) à 3,8 mg kg-1 en poids humide (plie)[91]. À titre de comparaison, lors de la fuite de pétrole d'un pipeline de la plate-forme « Gannet Alpha » à 180 km d'Aberdeen en août 2011 (qui a aussi connu une fuite de gaz en février 2012[92]), les taux de HAP mesurés avaient été également jugés faibles (0,9 μg kg-1 au maximum, dans le muscle d'une sole) et après la marée noire du Braer (janvier 1993), les muscles des poissons échantillonnés dans la zone d'exclusion Zone contenaient de 0,3 à 42,1 μg kg-1 (en poids humide) de HAP[91]. Ces taux étaient de 6,7 à 7,6 μg kg-1 en poids humide après la fuite d'août 1997 sur la plate-forme Texaco « Captain »[93] (à 134 km (90 milles) au nord-est d'Aberdeen)[91].

- Remarques : Normalement les reins et le foie du poisson filtrent, métabolisent et/ou stockent ces produits, et comme ils sont liposolubles, ils sont plutôt fixés dans les tissus gras que dans le muscle (où l'on pourrait plutôt trouver du méthylmercure).
- Il n'a pas été produit d'analyse de la peau ou des viscères ou des arêtes (où du plomb peut être fixé).

De plus, une contamination générale par les hydrocarbures existe, et on ne dispose pas d’état-zéro de référence, notamment en mer du Nord où il y a des centaines d'installations offshore. Ainsi, au Royaume-Uni les déclarations de fuites importantes sont maintenant obligatoires et publiques ; En moyenne, chaque semaine une plateforme déclare au Health and Safety Executive (HSE) un déversement accidentel graves (de pétrole et/ou de gaz et/ou de produits chimiques) à partir d'une plate-forme située dans les eaux anglaises (Shell et Total arrivant en tête pour le nombre d'accidents).

## Coûts
Les coûts de colmatage du puits et réparation de la plate-forme ont été évalués à 1 million de dollars par jour, Total perdant 1,5 million de dollars par jour de revenu net opérationnel du fait de l’arrêt de la production du site (qui devait représenter 2 % de sa production totale en 2012).
Un recul suffisant sera nécessaire pour évaluer le coût total de cet accident (considéré comme l’un des plus graves de la décennie en mer du Nord par et pour le groupe), mais après une chute de son cours boursier, Total enregistrait le 2 avril, la plus forte hausse du CAC 40. Et l’accident « ne remet pas en cause la politique d'investissement et de dividende du groupe », a assuré le directeur financier. En réponse à une question d'analyste, Total a dit ne pas avoir connaissance d’une procédure judiciaire engagée par les autorités britanniques contre le groupe.

## Accidents similaires
De nombreux blow-out ont été documentés dans le monde, dont parfois en offshore (ex. : Deepwater Horizon dans le golfe du Mexique en avril 2010), mais les blow out expulsant un mélange de gaz et de condensat sont très rares selon le Centre de documentation de recherche et d'expérimentations sur les pollutions accidentelles des eaux, qui ne cite qu'un seul autre exemple important ayant eu lieu au soir du 22 février 1984, sur le puits de gaz Uniacke G-72 à 150 milles marins au large d'Halifax (Nouvelle-Écosse).
Ce puits était alors en cours de forage par la plate-forme de forage semi-submersible Vinland (en contrat avec Shell Canada Resources), Un blow up a projeté du gaz et des condensats à un taux estimé de 300 bbl par jour. Les 10 jours suivants, alors que Shell rassemblait le personnel, les navires et l'équipement pour remonter à bord de la plate-forme et lancer les procédures de contrôle du puits, une surveillance de l'environnement (analyse d'air, d'échantillons de nappes et de la colonne d'eau). La fuite a perduré 13 jours. 
Une contamination légère de filets et surtout de foies de morue (Gadus morhua) et d'églefin (Melanogrammus aeglefinus) par des résidus de condensats a été mise en évidence (mais les métaux lourds et métalloïdes et radionucléïdes n'ont pas été recherchés). Cette étude a conclu en 1984 (après des tests complémentaires de contamination de saumons par des condensats de gaz en laboratoire) que « le potentiel des éruptions de puits de gaz à contaminer les poissons était plus élevé que prévu auparavant ». Les foies analysés contenaient des composés du toluène : di-, tri- et tétraméthylbenzènes, du naphtalène et ses homologues méthyle et diméthyle) ainsi que des diméthylbenzènes.